# Видрењак (река)
Видрењак представља највећу реку општине Тутин, налази се у југозападном делу Републике Србије и улива се у Ибар. Она, целом својом дужином, протиче кроз ову општину. Притоке реке су: Печаоница, Ресник и Сврачићки поток. Река је од посебног значаја јер се са њеног врела општина снабдева водом. У близини града и тутинској равници, у сливу реке Видрењак, налази се најплодније земљиште ове општине. На целом подручју доминантна је планинска клима, са дугим и снежним зимама и краћим и свежим летима, осим долина Ибра и Видрењака у којима клима има карактеристике субпланинског типа. 

## Занимљивости
27. маја се обележава светски дан видри, наша једина река која пролази кроз Тутин је управо по видрама добила име.

## Референца
1. ↑  „JONUZ HAMZAGIĆ “TUTIN MOG DJETINJSTVA, MALA DŽAMIJA, VODENICE, VIDRENJAK, PUTEVI, PIJACE” – TUTIN IZMEĐU DVA SVJETSKA RATA” (на језику: српски). Архивирано из оригинала 22. 12. 2022. г. Приступљено 2022-12-22.
2. ↑  „SVJETSKI DAN VIDRE 27 Maj - Prirodnjački muzej Crne Gore” (на језику: српски). 2021-05-27. Приступљено 2022-12-22.